# Guido Vaganée
Guido Vaganée (Mechelen, 24 maart 1967) is een Belgische politicus voor de VU en later de N-VA. Hij was burgemeester van Bonheiden. 

## Biografie
Guido Vaganée is broer van de Mechelse jazzmuzikant Frank Vaganée. Hij doorliep zijn secundair onderwijs aan het Berthoutinstituut te Mechelen. op 15-jarige leeftijd lid werd hij lid van de Volksuniejongeren en vervolgens de Volksunie. Toen de Volksunie in 2001 uiteenviel werd Vaganée lid van de N-VA. Hij was in 2005 een van de oprichters van de lokale N-VA-afdeling van Bonheiden-Rijmenam. In 2006 nam hij op de kartellijst CD&V-N-VA deel aan de gemeenteraadsverkiezingen.
Vaganée was lijsttrekker voor de gemeenteraadsverkiezingen van 2012, op een kieslijst waarop ook onder andere Jaak Van Assche stond. De N-VA werd de tweede partij in Bonheiden, na de lokale politieke partij BR (Bonheiden-Rijmenam) van zittend burgemeester Eric Duchesne. De N-VA vormde een coalitie met CD&V en Groen en verwees zo BR naar de oppositie. Guido Vaganée werd de nieuwe burgemeester van Bonheiden. Bij de gemeenteraadsverkiezingen van 14 oktober 2018 kreeg N-VA de meeste stemmen en Vaganée de meeste voorkeurstemmen, maar werd een andere coalitie gevormd (BR30, CD&V en Open Vld), met Lode Van Looy van BR30 als burgemeester.